# Krabpulsar
De Krabpulsar (PSR B0531+21) is een relatief jonge neutronenster. De ster is de centrale ster in de Krabnevel, een supernovarest van de supernova SN 1054 die in het jaar 1054 A.D. al door wetenschappers werd geregistreerd.
De Krabpulsar is een van de weinige pulsars die optisch gedetecteerd is. Dit betekent dat deze in het zichtbaar licht is te observeren, een zeldzaamheid voor pulsars. Deze optische pulsar heeft een diameter van ongeveer 20 kilometer en de straalstromen roteren eens in de 33 milliseconden (nauwkeuriger: 33,4033474094 ms), oftewel 30 keer per seconde. De naar buiten vloeiende relativistische wind van de neutronenster produceert synchrotronstraling, het grootste deel van de straling van de Krabnevel, reikend van radiogolven tot gammastraling. Het meest dynamische punt van de nevel is het punt waar de equatoriale wind van de pulsar op de omgevende nevel botst, waarbij een 'termination shock' ontstaat. De vorm en positie van dit fenomeen verschilt snel en hevig, waarbij de equatoriale winden een geestachtige vorm aannemen, omhoog schieten en feller worden, om daarna weer van de pulsar vandaan te vervagen en in het binnenste van de nevel verdwijnen. De rotatieperiode  vertraagt elke dag met 38 nanoseconden door de grote hoeveelheid energie die wordt weggedragen door de sterrenwind van de pulsar.
De Krabnevel wordt vaak als kalibratiebron gebruikt in de röntgenastronomie. Het is een sterke bron van röntgenstraling en de fluxdichtheid en het elektromagnetische spectrum zijn mooi constant, met uitzondering van de pulsar zelf. De pulsar geeft een sterk periodiek signaal af dat gebruikt wordt om de timing van de röntgendetectors te controleren. In de röntgenastronomie worden de termen 'crab' en 'millicrab' zelfs gebruikt als eenheden van fluxdichtheid. Er zijn maar heel weinig röntgenbronnen die meer dan 1 crab produceren.

## Observaties

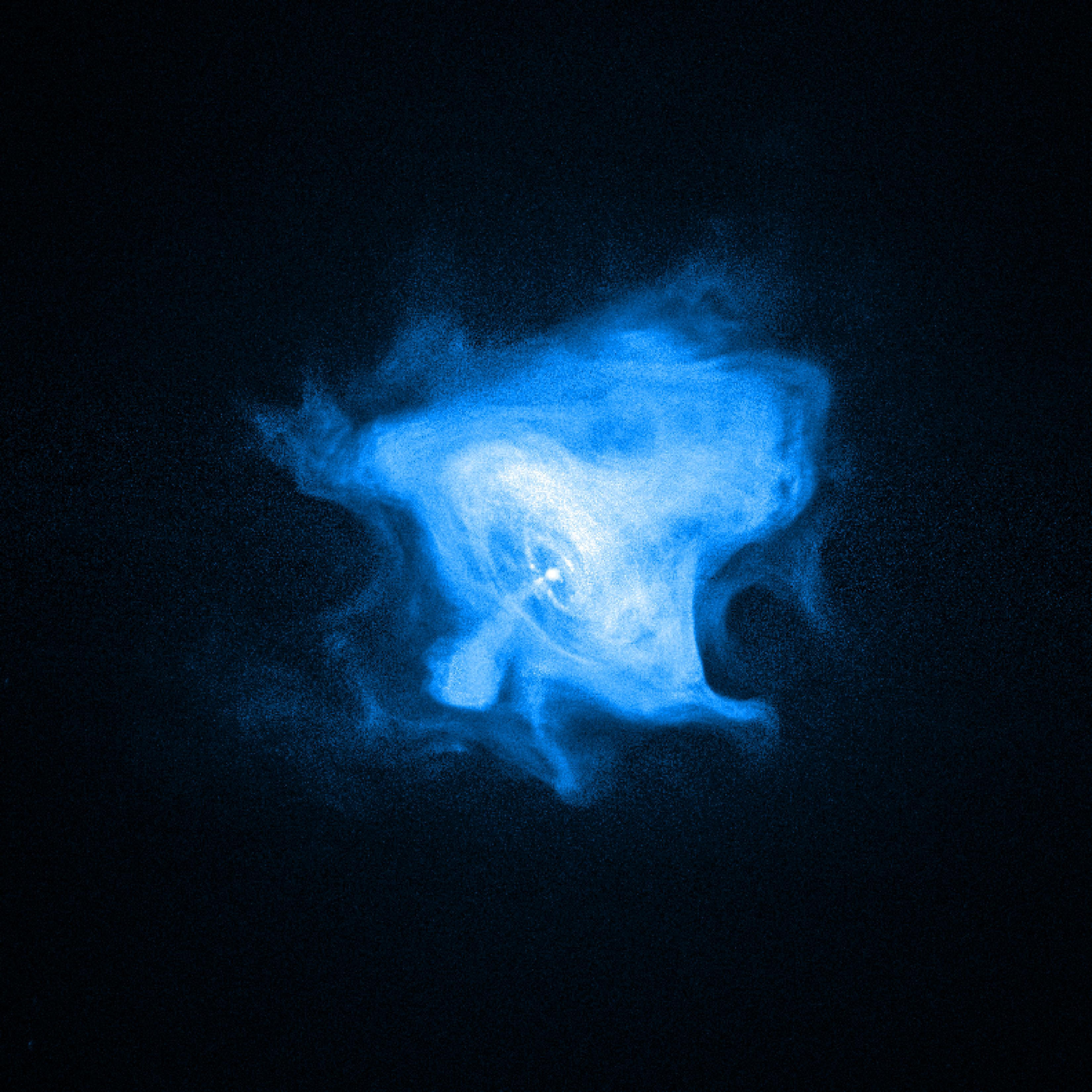
Röntgenfoto van de Krabnevel, genomen door het Chandra X-ray Observatory.

De Krabnevel is in 1939 geïdentificeerd als de supernovarest van SN 1054. Astronomen begonnen toen een zoektocht naar de centrale ster van de nevel. Twee kandidaten werden ontdekt, een noordelijke en zuidelijke variant. In 1942 sloot Walter Baade de noordelijke uit, maar vond het bewijs voor de zuidelijke niet overtuigend genoeg. In dezelfde uitgave van Astrophysical Journal kwam Rudolf Minkowski met geavanceerde spectrale data wat ook sterk naar de zuidelijke ster wees.
In 1968 rapporteerden Staelin en Reifenstein III de ontdekking van twee pulserende radiobronnen nabij de Krabnevel met de Green Bank 300ft telescoop. Ze kregen de duidingen NP 0527 en NP 0532. De periode en locatie van de Krabnevel pulsar NP0532 werden ontdekt door Richard Lovelace en medewerkers op 10 november 1968 met de Arecibo (radiotelescoop).

Een slow-motion animatie van de Krabpulsar in de golflengte van 800 nanometer (bijna infrarood) gemaakt met een 'Lucky Imaging' camera van de Universiteit van Cambridge, waarbij de felle puls en de zwakkere tussenpuls te zien zijn.

Een daaropvolgende studie van hen, inclusief Brundage, concludeerde ook dat de bron van NP 0532 in de Krabnevel lag. Een radiobron uit de Krabnevel werd ook door Matveenko in Astronomy Reports in 1968 gepubliceerd.
Pulsaties in optisch licht werden als eerst gerapporteerd door Cocke, Disney en Taylor, gebruik makend van het Steward observatorium van de Universiteit van Arizona. De ontdekking werd bevestigd door Nather, Warner, en Macfarlane.
De Krabpulsar was de eerste pulsar waarbij de 'spin-down limit' werd ontkracht door een aantal maanden observatie door het LIGO. De meeste pulsars roteren niet met een constante rotatiefrequentie, maar bij observatie blijkt dat ze heel langzaam vertragen (≈ −3.7×10−10 Hz s−1 bij de Krabpulsar). Deze 'spin-down' kan worden verklaard als een rotatie-energieverlies door verschillende mechanismen. De 'spin-down limit' is een theoretische bovenste limiet voor de amplitude van zwaartekrachtgolven die een pulsar kan uitzenden, aangenomen dat al het energieverlies wordt omgezet in zwaartekrachtgolven. Omdat er geen zwaartekrachtgolven zijn waargenomen op de verwachte amplitude en frequentie (na de correctie voor het te verwachten Dopplereffect) is dat een bewijs dat er andere mechanismen verantwoordelijk moeten zijn voor het energieverlies. Dit ontbrekende bewijs was niet geheel onverwacht, omdat fysische modellen voor zwaartekrachtgolven van de rotationele symmetrie van pulsars een wat realistischer bovenste amplitudelimiet van een aantal orden van grootte onder deze 'spin-down limit' geven. De enige andere pulsar waarvoor deze 'spin-down limit' ontkracht is, is de Vela-pulsar. Men hoopt in de toekomst met zwaartekrachtgolf-meetapparatuur een gevoeliger bereik te hebben en met grote hoeveelheden data nog meer vragen te kunnen beantwoorden over pulsars.